# Puffinus auricularis
La pardela de Revillagigedo (Puffinus auricularis), también conocida como pardela de Townsend, es una rara especie de ave procelariforme de la familia de los proceláridos (Procellariidae). 
Esta especie se reproduce en torno al cerro Evermann en la isla Socorro del archipiélago de Revillagigedo, México. La principal amenaza para esta especie son los gatos asilvestrados introducidos a la isla a principios de 1970. Las ovejas están destruyendo el hábitat de cría. La especie también se reproducía en la isla Clarión hasta 1988, donde los sitios de anidación y hábitats fueron destruidos por los cerdos, ovejas y conejos introducidos.